# Formazione di Portixeddu
La Formazione terrigena di Portixeddu, dell'Ordoviciano superiore (Caradoc-Ashgill), deve il suo nome al villaggio di Portixeddu, frazione del comune di Fluminimaggiore, che è sorto in una zona costiera della Sardegna sud-occidentale costituita da rocce appartenenti alla parte superiore di questa formazione. Nella località di Portixeddu, conosciuta nel mondo dei geologi sin dalla seconda metà del XIX secolo e menzionata in numerose pubblicazioni scientifiche, tuttavia, non è possibile ricostruire in modo completo l'intera sezione, anche a causa di complicanze di natura strutturale e tettonica. Per questo motivo la località di Portixeddu non è stata scelta come sezione tipo.
Le rocce appartenenti alla formazione in questione sono presenti nella Sardegna sud-occidentale, nell'Iglesiente e nel Sulcis. In particolare affiorano nelle zone di Portixeddu, di Fluminimaggiore, di Carbonia (loc. Cannamenda), di Villamassargia (loc. Guttureus) e di Domusnovas.
La Formazione di Portixeddu giace in assenza di discontinuità sulla Formazione di Monte Orri ed è sovrastata sempre in assenza di discontinuità dal Membro arenitico di Maciurru appartenente alla Formazione di Domusnovas. Nelle località in cui il Membro di Maciurru è assente, la Formazione di Portixeddu è sovrastata direttamente dalle metasiltiti rossastre del Membro di Punta S'Argiola, appartenente anche questo alla Formazione di Domusnovas.
La Formazione di Portixeddu consiste di rocce ricche di fossili. Generalmente alla base è presente un'unità di metarenarie di alcuni metri di spessore sormontata da metasiltiti e metapeliti grigio-scure o grigio verdi che contengono talvolta noduli fosfatici, piritici e silico-alluminosi. I fossili, in prevalenza brachiopodi, briozoi, trilobiti, gasteropodi, cistoidi, crinoidi, bivalvi, ostracodi, conularidi, cornuliti, ioliti, coralli isolati (rugosa) etc., sono concentrati generalmente in strati di tempesta.